# Casimir Delavigne
Jean-François Casimir Delavigne (4 de abril de 1793 - 11 de diciembre de 1843) fue un poeta y dramaturgo francés. Nacido en El Havre, fue enviado a París para recibir educación en el Lycée Napoleon. 
Inspirado por la Batalla de Waterloo escribió dos poemas apasionados; el primero estaba dedicado por completo a Waterloo mientras que el segundo, Devastation du muse, unía el entusiasmo patriótico con las alusiones a la política. Más adelante añadió un tercer poema que no tuvo tanto éxito, Sur le besoin de s'unir après le départ des étrangers. Estas obras se hicieron muy populares entre los franceses.
Se vendieron más de 25.000 ejemplares de la obra, lo que convirtió a Delavigne en un personaje famoso. le asignaron un cargo de bibliotecario honorario sin tareas que realziar. En 1819 su obra Les Vêpres Siciliennes fue estrenada en el teatro Odeón que acababa de ser reconstruido; la obra había sido rechazada por la Comédie Française. Se dice que la noche del estreno, Picard, director del teatro exclamó: "Nos ha salvado. Es usted el fundador de la segunda Comédie Française".
Este éxito estuvo seguido de la producción de Comédiens en 1820, una obra inferior con una breve trama, y por Paria (1821) que contenía algunos coros muy bien construidos. Esta última obra obtuvo un éxito mayor del que se merecía por sus cualidades literarias a causa del eco que tuvieron las opiniones políticas expresadas en la misma. El descontento del rey fue evidente y Delavigne perdió su puesto. Sin embargo, Luis Felipe I de Francia quiso ganarse al pueblo cumplimentando a su favorito al que escribió: "El trueno ha caído sobre su casa; le ofrezco un lugar en la mía".
Delavigne fue nombrado bibliotecario en el Palais Royal, posición que conservó durante el resto de sus días. Fue aquí donde escribió la École des vieillards (1823), tal vez su mejor comedia, y que le sirvió para ganarse un puesto en la Academia francesa en 1825. A este periodo pertenecen también La Princesse Aurilie (1828), y Marino Faliero (1829), un drama en estilo romántico.
Las Messiniennes tienen su origen en la excitación que le produjo la ocupación de Francia por los aliados en 1815. Otra crisis en su vida y en la historia del país, la revolución de 1830, estimuló la producción de otra obra maestra, La Parisienne. Esta canción, musicalizada por Daniel-François Auber rivalizó en popularidad con La Marsellesa. La pieza La Varsovienné fue escrito para los polacos que la cantaban en su marcha hacia la batalla. 
Otras obras de Delavigne destacadas que compuso en breve tiempo fueron: 
- Louis XI (1832)
- Les Enfants d'Édouard (1833)
- Don Juan d'Autriche (1835)
- Une Famille au temps du Luther (1836)
- La Popularité (1838)
- La Fille du Cid (1839)
- Le Conseiller rapporteur (1840)
- Charles VI (1843), una ópera escrita en parte con su hermano.

En 1843 abandonó París para trasladarse a Italia con el fin de intentar recuperar su salud, dañada por un exceso de trabajo. Cuando se encontraba en Lyon le fallaron definitivamente y murió el 11 de diciembre.
- Datos: Q126961
- Multimedia: Casimir Delavigne / Q126961
- Citas célebres: Casimir Delavigne
- Textos: Autor:Casimir Delavigne